# Sančo I., portugalski kralj
Sančo I. (Coimbra, 11. studenog 1154. – Coimbra, 26. ožujka 1212.) bio je kralj Portugala i pjesnik.
Sančo I. bio je treći sin kralja Afonsa I. Portugalskog, no kako su njegova braća umrla prije njega naslijedio je krunu. 1170. godine otac ga je proglasio vitezom. Od tada je uvijek zamjenjivao oca u upravnim poslovima i na bojnom polju kada god je to bilo potrebno.  
Portugal se tada još nije učvrstio kao nezavisna država, jer su ga kraljevi Leona i Kastilje htjeli pripojiti. Zbog toga je Alfons I. sklopio savez s Aragonom protiv Leona i Kastilje. Sporazum je dodatno utvrđen vjenčanjem infanta Sanča za infantu Dulce, mlađu sestru aragonskog kralja Alfonsa II. Time je Aragon prvi priznao nezavisnost Portugala proglašenu još 1139. godine. Nakon smrti kralja Alfonsa I., Sančo I. postao je drugi portugalski kralj. Glavni grad je bila Coimbra. Odmah je odustao od besmislenih ratova sa svojim susjedima oko Galicije te se okrenuo prema jugu i zaratio protiv Maura. 
Uz pomoć križara zauzeo je 1191. grad Silves. To je bio važan trgovački grad s 20.000 stanovnika. Kralj je naredio da se grad utvrdi, a sagradio je i dvorac, koji je i danas važan dio portugalske kulturne baštine. No zbog obnovljenih neprijateljstava s Kastiljom i Leonom, kralj se morao posvetiti prilikama na sjeveru države. To su iskoristili Mauri i ponovno zauzeli grad. 
Sancho I. je veliki dio svoje vladavine posvetio političkoj i upravnoj organizaciji svog 
kraljevstva. Osnovao je više novih gradova i sela te je počeo provoditi kolonizaciju udaljenih sjevernih krajeva Portugala. Većinom je tamo naseljavao Flamance i Burgunđane. Bio je poznat po svojoj ljubavi prema znanju i književnosti. Sam je napisao i objavio nekoliko knjiga poezije, a portugalske mladiće je slao na studij na europska sveučilišta.  
Naslijedio ga je sin Alfons II. Portugalski.
Sančova djeca:
- Terezija Portugalska, kraljica Leona
- blažena Sanča
- Konstancija
- Alfons II. Portugalski
- Rajmund
- Petar
- Ferdinand, flandrijski grof
- Henrik
- Mafalda
- Blanka (1198.)
- Berengarija Portugalska